# Martijn Budding
Martijn Budding (31 de agosto de 1995) é um ciclista profissional neerlandês que corre para a equipa Riwal Cycling Team.

## Palmarés
- 2016
  - 1 etapa da Ronde de l'Oise
  - 1 etapa do Tour de Olympia
  - Tour de Limburgo

- 2019
  - Volta a Rodas, mais 1 etapa
  - 1 etapa do Tour da Mirabelle
  - 1 etapa da Kreiz Breizh Elites

## Equipas
- Rabobank Development Team (2014-2016)
- Roompot-Nederlandse Loterij (2017-2018)
- BEAT Cycling Clube[1] (2019)
- Riwal[2] (2020)
- Riwal Readynez Cycling Team (01.2020-08.2020)
- Riwal Securitas Cycling Team (08.2020-12.2020)
- BEAT Cycling (2021)
- Riwal Cycling Team (2022-)